# Plane Table
Der Plane Table (englisch für Ebener Tisch) ist eine auffällig eisfreie Hochebene im ostantarktischen Viktorialand. Im nördlichen Teil der Asgard Range überragt die tafelbergähnliche Formation aus Dolerit das Gebiet zwischen dem Nibelungen Valley und dem Sykes-Gletscher. Von hier bietet sich ein Überblick über das Wright Valley.
Ihren deskriptiven Namen erhielt die Hochebene durch das New Zealand Antarctic Place-Names Committee.